# Kálmán Darányi
Kálmán Darányi de Pusztaszentgyörgy y Tetétlen (en húngaro: pustaszentgyörgyi és tetétleni Darányi Kálmán; 22 de marzo de 1886-1 de noviembre de 1939) fue un político conservador húngaro noble, primer ministro de 1936 a 1938. Opuesto a los fascistas húngaros, durante su gobierno se acercó cada vez más, sin embargo, a las potencias fascistas, (Alemania e Italia). Su política interior fue de carácter autoritario.

## Origen y primeros cargos
Darányi, pertenecía a una familia de la minoría alemana que había adoptado el apellido recientemente. Nacido fuera del matrimonio —algo mal visto por la moral tradicional del país—, fue reconocido y adoptado formalmente por su padre, secretario de Estado de Agricultura. Su tío había sido ministro de la misma cartera en 1895-1903 y 1901-1910.
Comenzó su carrera política como föispán y más tarde fue secretario de Estado con Esteban Bethlen. Tanto en Hungría como en el extranjero se le consideró siempre un fiel representante de este, al que se cree que debió su cargo de ministro en el gabinete de Gömbös.
Terrateniente conservador y experto en agricultura, fue ministro de Agricultura en el gabinete de su predecesor, el radical Gyula Gömbös, desde principios de 1934. Con el empeoramiento de la salud de este en el verano de 1936, el regente Horthy, cansado de las políticas extremistas del primer ministro, solicitó su renuncia, en vano. Hubo de esperar a su muerte en octubre para nombrar a Darányi para el cargo. A pesar de su cercanía a Bethlen, Darányi había sabido congeniar con Gömbös y con la sección más ultraderechista del partido gubernamental, en parte gracias a su tacto, actitud conciliadora y habilidad en el trato. De hecho, este carácter y el respaldo del regente le permitió hacerse provisionalmente con las riendas del Gobierno cuando Gömbös tuvo que ser ingresado por problemas renales en mayo, sin excesivas críticas de los conservadores o los radicales de derecha.

## Gabinete en tiempos revueltos

### Crecimiento de la ultraderecha
De personalidad menos acentuada que su predecesor, Darányi tuvo que lidiar con una situación nacional complicada, caracterizada por el crecimiento de los grupos extremistas de derecha —en especial, del Partido de la Cruz Flechada—, apoyados por la Alemania Nazi, que medraban en un ambiente de crisis económica, antisemitismo larvado y dictadura semifeudal apoyada por la alta burguesía (a menudo judía). Darányi se enfrentó a los radicales de una manera moderada: mientras prohibía a los grupúsculos más destacados, no terminó de aniquilarlos del todo, fomentando finalmente su crecimiento con sus medidas dubitativas. El propio Gobierno favoreció indirectamente el fortalecimiento de la ultraderecha al revitalizar las organizaciones patrióticas que habían permanecido pasivas desde comienzos de la década anterior. Darányi esperaba que estas asociaciones sirviesen de instrumento para encauzar el entusiasmo de la ultraderecha, animada por los éxitos diplomáticos de Hitler.
En las propias estructuras del Estado, hubo de enfrentarse a la postura proalemana del cuerpo de oficiales que, favorable a la política del fallecido Gömbös, no veía con buenos ojos el alejamiento de Alemania que trataba de realizar el primer ministro e intentaba inmiscuirse en la política nacional. Tras el fallecimiento de Gömbös, logró retomar el control del partido, en el que se abolieron algunas de las secciones de carácter fascista creadas por su antecesor.
En marzo de 1937, desbarató un golpe de Estado de los partidarios de Gömbös, apoyado por Alemania —al descubrirse el plan parte del personal de la embajada tuvo que ser sustituido, incluido el propio embajador—. Como reacción, se incautó el armamento que Gömbös había entregado a las sociedades secretas y se relevó a algunos altos mandos, aunque con escasas consecuencias.
A lo largo del año, se aprobaron ciertas medidas sociales —aprobación de la semana laboral de cuarenta y ocho horas y domingos festivos, vacaciones pagadas, ciertas prestaciones sociales a los trabajadores agrícolas— que, junto con la mejora progresiva de la economía, favorecieron a los estratos más humildes de la sociedad. El descontento social y político, sin embargo, era notable: el deseo de mayor justicia social se plasmó en el crecimiento de los grupos fascistas, el de las clases medias cristianas de mejorar su situación, en una acentuación del antisemitismo.
El Gobierno de Darányi abolió también el sufragio público, pero mantuvo el censo extremadamente limitado —con el apoyo de las clases medias, que se oponían a extender el derecho al voto—.

### Política exterior
En política exterior —que dejó fundamentalmente en manos de Kálmán Kánya— hubo de enfrentarse a complicadas relaciones con dos supuestos aliados en el objetivo de revisar el Tratado de Trianon: Italia y Alemania. Tras las complicaciones por la invasión italiana de Etiopía, Italia perdió el interés en la alianza que mantenía desde los tiempos de Gömbös con Austria y Hungría, permitiendo que su déficit comercial con los dos países creciese. El bloque revisionista centrado en la Italia fascista se debilitó. Por otra parte, los intentos austriacos de favorecer las conversaciones entre Praga y Budapest con la esperanza de que la posible cooperación entre la Pequeña Entente y el bloque de Roma protegiese a Viena de la amenaza alemana —agudizada tras la remilitarización de Renania en marzo de 1936— fracasaron. En la primavera de 1937, comenzaron las negociaciones con Checoslovaquia, interesada en mejorar sus relaciones con Hungría dado el debilitamiento de Francia y la pasividad de esta y Gran Bretaña ante las acciones de Hitler. Estas conversaciones fueron mal vistas por Alemania, que en el otoño ya había completado los planes de ataque a Checoslovaquia, para los que deseaba la participación húngara.
Al mismo tiempo la influencia alemana crecía. Para aliviar la grave crisis económica, Hungría había aceptado acuerdos comerciales con Alemania en 1931 y 1934. Mientras Alemania se comprometía a adquirir una parte sustancial y cada vez mayor de la producción agrícola húngara, este país aceptaba de los alemanes el pago en especie, fundamentalmente en artículos industriales. La relación se convirtió en dependencia de Hungría en Alemania, que conseguía de esta manera no solo lograr abastecimiento, sino un medio de presión importante en la política del país.
Con el aumento de la influencia alemana, el alejamiento de Italia (entregada primero a la guerra en Etiopía y luego en España), la remilitarización de Renania y la creación del Eje Berlín-Roma, Darányi se vio expuesto cada vez más a una situación dominada por Alemania. La política de Gömbös de equilibrio entre ambas potencias revisionistas a la vez que se impulsaba el cambio de la situación creada tras la guerra mundial estaba perdiendo su validez. Los intentos del Gobierno de Darányi de formar un bloque de contrapeso al poderío alemán, bien a través de la mejora de relaciones con los países vecinos de la Pequeña Entente como mediante la creación de una alianza que incluyese a Polonia fracasaron. Abandonada Austria a su suerte y con la anexión a Alemania inminente, Hungría había tratado de formar un bloque de países que debían limitar la influencia alemana o soviética —la «tercera Europa», en la que debían participar Polonia, Hungría, Rumanía, Yugoslavia e Italia—.
El país adoptó, por otra parte, una actitud aparentemente de mayor equilibrio entre los franco-británicos y los italo-germanos que la que había mantenido durante el gobierno de Gömbös, pero el equilibrio era más aparente que real. Su Gobierno intentó, en especial, ganarse el favor de los británicos, incluso a costa de indisponer en ocasiones a italianos y alemanes.
Después de una visita a Berlín a finales de noviembre de 1937, Darányi abogó, con el respaldo de Horthy y del presidente del Banco Nacional, el brillante economista Béla Imrédy, por poner en marcha un programa de rearme. Por primera vez en el periodo de entreguerras, los mandatarios húngaros veían posibilidades reales de recuperar parte del territorio perdido después de la guerra mundial, gracias a la actitud de Hitler sobre Checoslovaquia. En la entrevista con Hitler, este parecía haberles prometido la recuperación tanto de Eslovaquia como de Rutenia. Los dos países habían decidido coordinar sus planes de agresión a Checoslovaquia. Después de la visita a Hitler, Darányi permitió que las negociaciones con Praga se estancasen. Los intentos de Checoslovaquia de retomarlas en la primavera de 1938 resultaron estériles.
En preparación a un acercamiento a Alemania y con el objetivo de hallarse listos en caso de conflicto, en marzo de 1938 Darányi anunció un programa de rearme y nueva legislación antisemita. Darányi, elegido para el cargo con la tarea de limitar el acercamiento a Alemania, abandonó este rumbo tras la visita a Berlín, que dio comienzo a una derechización de la política húngara, tanto externa como interna. El primer ministro alineó cada vez más śu política a la alemana, distanciándose de Francia, Gran Bretaña e Italia. A principios de año, su Gobierno decidió permitir la anexión alemana de Austria, a pesar de la anterior cercanía con este país; el proceso parecía para entonces inevitable. Las potencias no parecían dispuestas a intervenir en favor de Austria y Hungría no contaba con la fuerza militar para evitar la anexión. La concentración internacional —en especial, la de la Pequeña Entente— en esta crisis, permitió a Darányi poner el marcha el programa armamentístico sin oposición. Hungría fue de los primeros países en felicitar a Berlín por la ocupación del país vecino el 13 de marzo. A petición de Budapest, inquieta por la vecindad alemana a pesar de las felicitaciones oficiales, Berlín garantizó la frontera común el 19 de marzo. La anexión además aumentó la dependencia económica húngara de Alemania: tras ella, alrededor de la mitad del comercio exterior magiar quedó dominado por Berlín. Para el Gobierno de Budapest, sin embargo, su pasividad ante el avance alemán debía servir para que Berlín colaborase en la recuperación de territorios en Checoslovaquia, su verdadero objetivo en la crisis.
Como parte del programa de reformas, Imrédy regresó al Consejo de Ministros el 9 de marzo como ministro de Coordinación Económica. Se nombró además un nuevo ministro de Agricultura, que sustituyó en esta tarea al primer ministro. A finales de mes, el gabinete presentó en el Parlamento la legislación antisemita junto con el presupuesto y logró su aprobación. Esta ley, que definía a los judíos como grupo religioso y no racial, no admitía las conversiones posteriores a la caída de la república soviética y limitaba su número al 20 % de los empleados en la prensa, el teatro, la justicia, la medicina o las empresas de cierto tamaño. La medida resultó insuficiente para calmar a los antisemitas.
Cada vez más cercano a Alemania, habiendo rechazado continuar negociando con la Pequeña Entente, favorecido los planes militares conjuntos germano-magiares contra Checoslovaquia y mostrado su disposición a atacar a este país, Horthy decidió reemplazarlo. Acabó siendo sustituido en mayo de 1938 por un primer ministro —Imrédy— que debía haber sido más proclive a Gran Bretaña, potencia a la que Hungría trató de acercarse para contrarrestar el poder alemán tras el fracaso de las negociaciones con sus vecinos en 1937 y 1938. Las relaciones de Darányi con una organización radical de derecha fue la excusa que el regente utilizó para el relevo. Darányi, intentando obtener el respaldo de la ultraderecha cuya agitación era creciente, había entrado en contacto con Ferenc Szálasi y le había propuesto ingresar en el Gobierno. Las negociaciones privadas que habían conducido a un acuerdo salieron finalmente a la luz y Horthy, que no apreciaba a Szálasi, aceptó las exigencias de Tibor Eckhardt y de Esteban Bethlen y destituyó a Darányi. El nombramiento como nuevo primer ministro de Imrédy, que se anunció lugar el 13 de mayo, contó con el acuerdo del propio Darányi, del regente y de la oposición.

## Últimos años
Tras su dimisión, pasó a presidir las Cortes húngaras. Durante las negociaciones que condujeron al Primer arbitraje de Viena, viajó en vano a Berlín para tratar de lograr el respaldo de Hitler a las posiciones húngaras, para lo que ofreció concesiones como la firma del Pacto Antikomintern, el abandono de la Sociedad de Naciones o la firma de un acuerdo económico con Berlín.
A comienzos de noviembre, el Gobierno de Budapest le encargó tratar de obtener el apoyo de Hitler para la ocupación de Rutenia, que había quedado fuera de las concesiones conseguidas en el arbitraje recién firmado. Alemania e Italia, empero, vetaron la toma del territorio.